# Abdoulaye Doucouré
Abdoulaye Doucouré, född 1 januari 1993, är en malisk-fransk fotbollsspelare som spelar för Everton i Premier League.

## Klubbkarriär
Den 1 februari 2016 värvades Doucouré av Watford, där han skrev på ett 4,5-årskontrakt. Doucouré lånades i samband med övergången direkt ut till spanska Granada. Doucouré debuterade i La Liga den 7 februari 2016 i en 2–1-förlust mot Real Madrid, där han byttes in i den 81:a minuten mot Adalberto Peñaranda.
Debuten i Premier League kom den 20 augusti 2016 i en 2–1-förlust mot Chelsea, där Doucouré byttes in i den 84:e minuten mot Etienne Capoue.
Den 8 september 2020 värvades Doucouré av Everton, där han skrev på ett treårskontrakt med option på ytterligare ett år. Sommaren 2023 förlängde han kontraktet med två år.

## Landslagskarriär
Doucouré representerade Frankrike på ungdomsnivå. På seniornivå valde han att representera Mali och debuterade för landslaget den 25 mars 2022 i en 1–0-förlust mot Tunisien i kvalet till VM 2022.